# NGC 4389
NGC 4389 је спирална галаксија у сазвежђу Ловачки пси која се налази на NGC листи објеката дубоког неба.
Деклинација објекта је + 45° 41' 6" а ректасцензија 12h 25m 35,0s. Привидна величина (магнитуда) објекта NGC 4389 износи 12,0 а фотографска магнитуда 12,8. Налази се на удаљености од 17,0000 милиона парсека од Сунца. NGC 4389 је још познат и под ознакама UGC 7514, MCG 8-23-28, CGCG 244-14, PGC 40537.